# La Bastide-Puylaurent
La Bastide-Puylaurent är en kommun i departementet Lozère i regionen Occitanien i södra Frankrike. Kommunen ligger i kantonen Villefort som tillhör arrondissementet Mende. År 2022 hade La Bastide-Puylaurent 178 invånare.

## Befolkningsutveckling
Antalet invånare i kommunen La Bastide-Puylaurent
| Referens: INSEE |